# Leliwa (Łódź)
Pour les articles homonymes, voir Leliwa.
Leliwa est une localité polonaise de la gmina de Klonowa, située dans le powiat de Sieradz en voïvodie de Łódź.